# فلزات واسطه خارجی
این دسته از فلزات را می‌توان در خود جدول تناوبی مشاهده نمود، در عناصر واسطه خارجی زیر لایهٔ d در حال پرشدن می‌باشد، این عناصر نسبت به فلزات گروه اول و دوم سختی، چگالی و دمای ذوب و جوش بالاتری دارند، همه فلزات (اعم از قلیایی، قلیایی خاکی و واسطه و فلزات اصی دسته p) جامد می‌باشند به جز جیوه که در دمای اتاق به حالت مایع می‌باشد و یک استثناء به شمار می‌آید. در آرایش الکترونی این عناصر بی نظمی‌های متعددی دیده می‌شود، برای مثال دو نمونه از این بی نظمی‌ها در دو عنصر Cr و Cu دیده می‌شوند، گروه یازدهم یا IB با نام فلزات سکه ساز نیز شناخته می‌شوند که شامل سه عنصر مس، نقره و طلا می‌باشد، البته در بین فلزات واسطه خارجی نامگذاری‌های دیگری نیز وجود دارد که به صورت دسته‌ای صورت گرفته‌اند و نظمی بین این دسته بندی‌ها دیده نمی‌شود، برای مثال دو نمونه از این دسته بندی‌ها عبارتند از:
- فلزات پلاتینی: که شامل شش عنصر پالادیم، پلاتین، رودیم، ایریدیم، روتنیم و اوسمیم می‌باشد.
- تریادها یا فلزات فرومانتیک یا دستهٔ سه تایی‌ها: که شامل آهن، کبالت و نیکل سه عنصر که در نامگذاری آیوپاک در یک گروه قرار گرفته‌اند و در تناوب چهارم جدول تناوبی و گروه‌های هشتم و نهم و دهم قراردارند.

## خواص فیزیکی عناصر واسطه خارجی
به غیر از عناصر واسطه گروه II B (یعنی روی، کادمیم، جیوه) و فلزهای واسطه دیگر)، دماهای ذوب و جوش، گرمای نهان تبخیر، چگالی، سختی، انرژی بستگی نسبتا بالایی دارند (در بین آنها تنها جیوه در دمای معمولی مایع است). شدت این خواص در عنصرهای واسطه میانی هر ردیف بیشتر می‌شود. دلیل این رویداد، وجود اوربیتالهای تک الکترونی نسبتا زیاد در تراز d و امکان همپوشانی مناسب این اوربیتالها، تشکیل پیوند کووالانسی در شبکه بلور و افزایش انرژی بستگی بلور فلزی است. اما در آخرین عنصر واسطه هر ردیف، انرژی بستگی به پایینترین حد خود نزول می‌کند.

## خواص مکانیکی عناصر واسطه خارجی
فلزهای واسطه خارجی عموما انعطاف پذیرند، قابلیت تغییر شکل دارند، خاصیت چکش خواری، صیقل پذیری، تورّق و مفتول شدن آنها خیلی زیاد است. در مقابل ضربه، فشار و کشش، مقاومت دارند (غیر از جیوه که مایع، روی و کروم که شکننده‌اند).
البته فلزهای گروه IB (مس، نقره و طلا) بسیار نرم‌اند. این فلزها با یکدیگر و نیز با برخی نافلزات، آلیازهای بسیار مهمی تشکیل می‌دهند که خواص و کاربردهای ویژه‌ای در پژوهش، علم و صنعت دارند. از آلیاژ این فلزات در ساخت موتور جت هواپیما، استفاده می‌شود.

## خواص مغناطیسی
این فلزها عموما (غیر از روی و کادمیم) در حالت آزاد و خنثی یا دست کم در یکی از حالتهای اکسایش خود در ترکیبها، دارای اوربیتالهای تک الکترونی‌اند. از این‌رو، غالبا در حالت گازی یا در بسیاری از ترکیبات کوئوردیناسیون خود، بویژه با لیگاندهای ضعیف دارای خاصیت پارامغناطیسی‌اند. بدیهی است برخی از آنها که فاقد الکترون جفت‌ نشدهاند، حتی در حالت آزاد (گازی) دارای خاصیت دیامغناطیسی‌اند (مانند روی و کادمیم) یا ممکن است برخی از آنها با داشتن الکترونهای جفت‌نشده در بلور، آنتی فرومغناطیس باشند یا در ترکیبات کمپلکس یا لیگاندهای قوی یا مغناطیس باشند (کروم).

## الکترونگاتیوی
به علت کوچک بودن اندازه اتم و زیاد بودن بار مؤثر هسته، عنصرهای واسطه نسبت به عنصرهای اصلی، الکترونگاتیوی و انرژی یونش عنصرهای واسطه نسبت به عنصرهای اصلی همدوره خود بیشتر است.

## رسانایی برق و گرما
فلزات واسطه، عموما جریان برق را به خوبی هدایت می‌کنند، قدرت رسانایی عنصرهای گروه IB از فلزهای دیگر بیشتر است، (دلیل آن پر بودن اوربیتالهای تراز d و وجود اوربیتال تک الکترونی S لایه ظرفیت است). رسانایی گرمایی این فلزات به موازات رسانایی الکتریکی آنها افزایش می‌یابد. رسانایی الکتریکی وانادیوم از فلزهای دیگر کمتر است.
|+ بلوک دی